# Reńska Wieś
Reńska Wieś (in tedesco Reinschdorf) è un comune rurale polacco del distretto di Kędzierzyn-Koźle, nel voivodato di Opole.
Ricopre una superficie di 97,91 km² e nel 2006 contava 8 663 abitanti.
Nel comune vige il bilinguismo polacco/tedesco.